# 崔连山

崔连山，辽宁沈阳人，辽宁大学毕业，著名学者、诗人、书画家。承袭“二王”及 颜，赵，米等历代书法名家，其作品凝重，结体遵美，章法周祥，笔法毫放，自成一格，被尊为“崔连山体”，观赏先生之书法，有耳目一新之感，近年先生多次参 加全国及省市书法展览并获奖项和好评，还受邀去意大利，香港等地举办个人书法展，深受当地华人及外国朋友好评和赞许，并被多人收藏。

## 经历
1937年12月25日出生於瀋陽市新城子區財落卜鄉大辛屯村，父親為教師。1949年小學畢業後，由於父親寫的一手好毛筆字，每年給村里各戶寫春聯的影響，開始愛上了書法。1953年初中畢業，經市公安局工作的劉義介紹，進入市公安局工作，因中學期間住俄語教師李吉婭家，接受俄語額外薰陶，熟練俄語，因此被分配到市公安局外僑科工作。1955年，蘇僑歸國工作調入市公安局，由於工作之餘，愛好文藝和書法，經常寫一些詩歌登到報刊上，也經常給同志寫上「敬業」等小塊書法，每年春節，給局裡寫春聯就由我來寫。1957年，正風反右派大潮中，業餘時間寫書法活動成了，不突出政治不務正業，被貼出大字報，當時崔连山才19歲，在經過長時間的寫了十多份檢討書後，被送到于洪區大藩公社大隊，接受貧下中農再教育，當上一名公社社員。1958年，正值大躍進，由於一起下去的知道崔连山能寫會畫，自然就成了大躍進進村詩滿牆，畫滿廊的掌勺人了。1960年，被調出公安局到遼寧省第二建築工程公司三工區當文書工作，因工作需要，被公司文化學校聘為文化教員，並被評為優秀文化教員，同時由遼寧大學畢業。1962年，被提拔教育科科長。1974年，在瀋陽市美術廠任國畫師，畫出口國畫。1979年，回市公安局復職。
现为：

辽宁书画研究院 院长

辽宁书画艺术研究院 院长

中国书法研究中心 主任

辽宁书画交流中心 主任

辽宁书画艺术馆 馆长

辽宁中华传统文化研究会常务理事

辽宁省书法家协会会员

辽宁文化艺术职工大学客座教授